# Hôtel de Flesselles
L'hôtel de Flesselles est situé au 52, rue de Sévigné dans le 4e arrondissement de Paris.

## Histoire
Cité inexactement comme ayant appartenu à la marquise de Montespan, il a été construit par l'architecte Pierre Delisle-Mansart auquel il appartenait encore en 1718 et est mentionné sous le nom de « Maison de De Lisle ». Il devient plus tard la propriété de Jacques de Flesselles, dernier des prévôt des marchands de Paris (1789) et l'une des premières victimes de la révolution.
L'hôtel est mentionné dans les Curiosités de Paris (1716) ainsi : « Rue de la Clôture-Sainte-Catherine, tout en haut de cette rue, vous verrez la maison de Lisle, habile architecte, elle est très belle et très commode ; le jardin est orné de statues sur les antiques de Rome qui avaient été faites pour Nicolas Fouquet, surintendant des Finances ». L'édifice contenait un plafond du XVIIIe siècle conçu dans le même esprit que le Cabinet des Singes de l'hôtel de Rohan.
L'hôtel est acquis en 1899 par la Compagnie parisienne d'air comprimé qui y installe une sous-station électrique. Les bâtiments, en fort mauvais état, sont détruits en 1908 par la Compagnie parisienne de distribution d'électricité qui conserve néanmoins la façade.

## Galerie

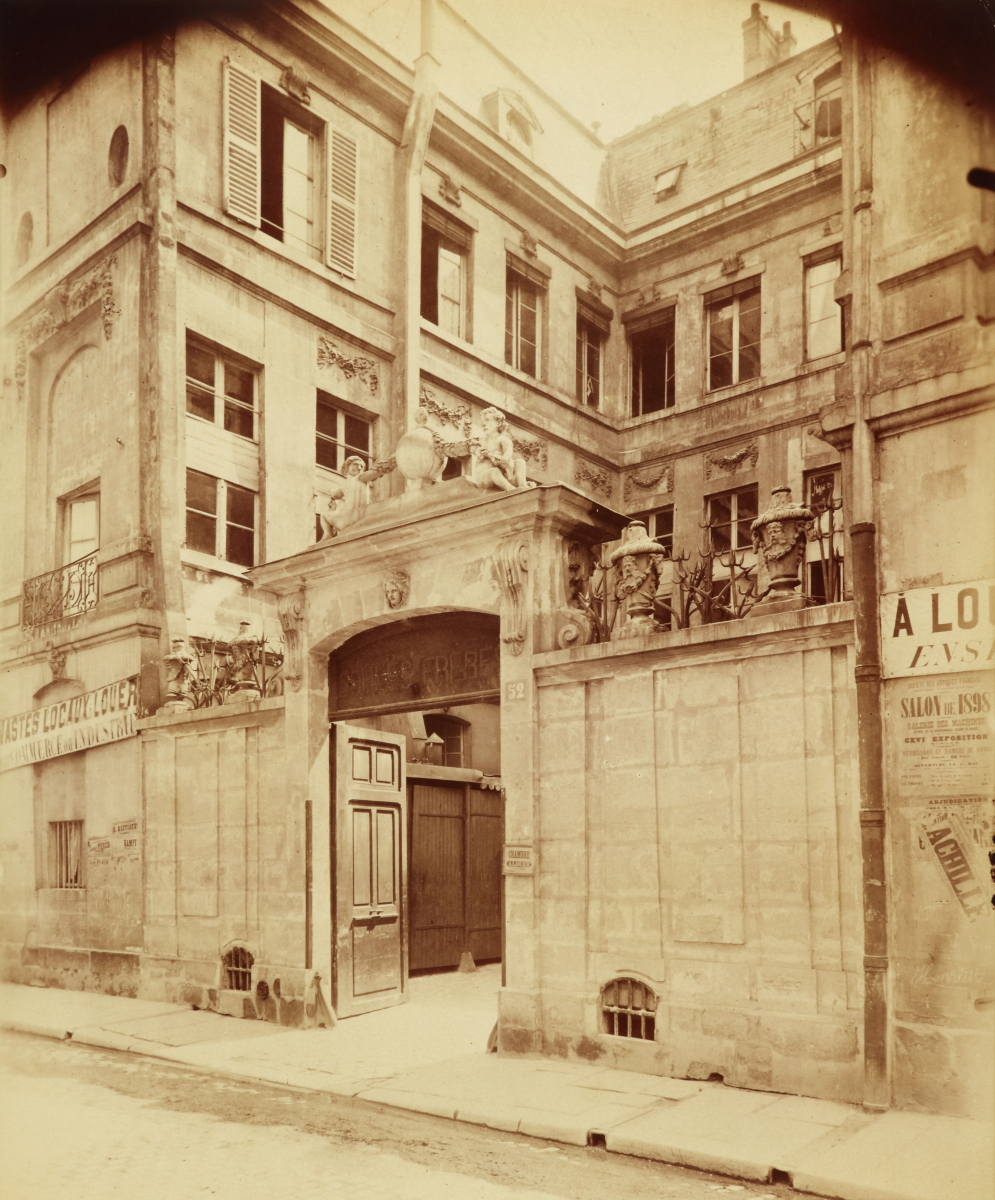
L'hôtel de Flesselles en 1898 par Eugène Atget.
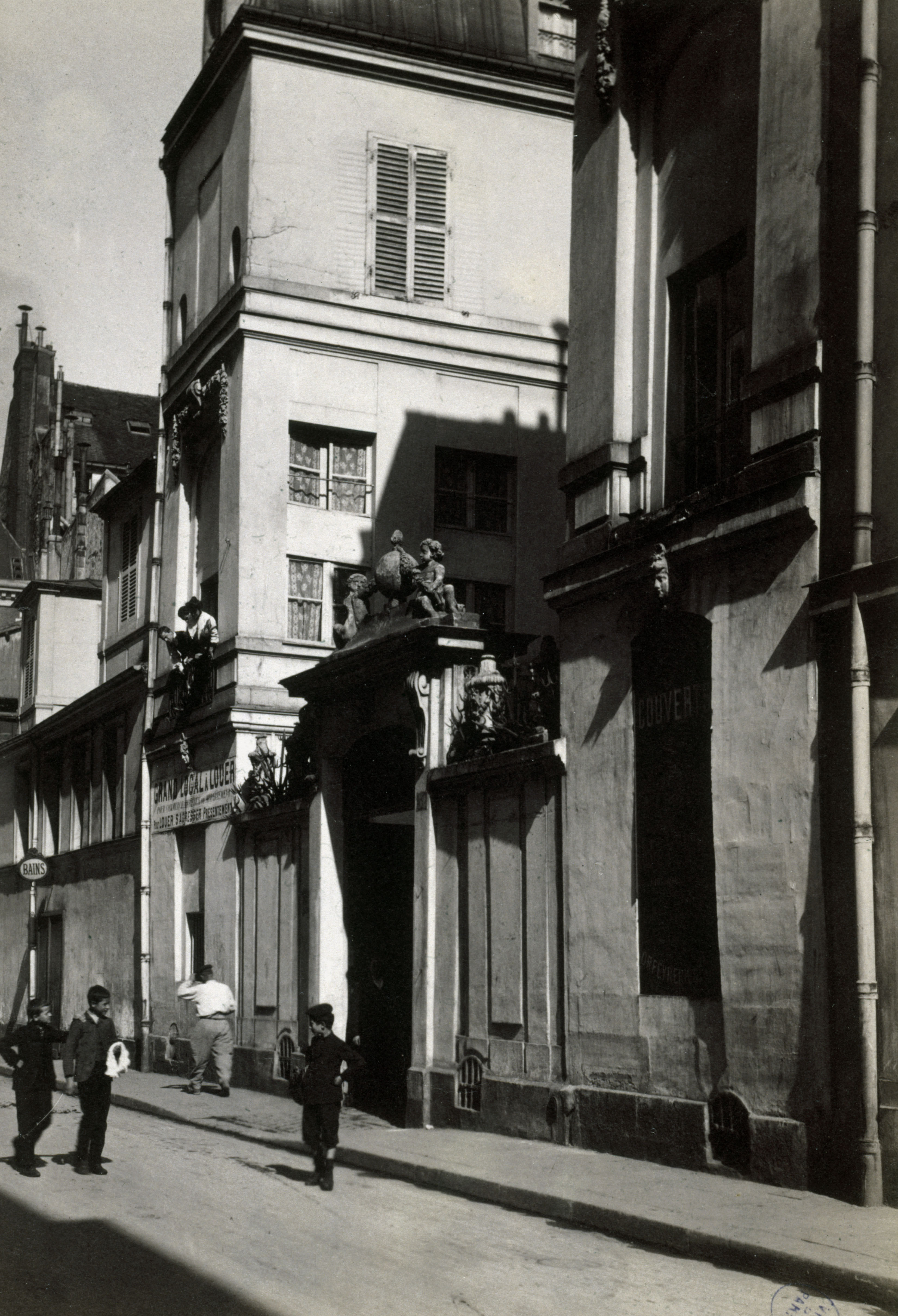
L'hôtel de Flesselles en 1904 (Emmanuel Pottier).
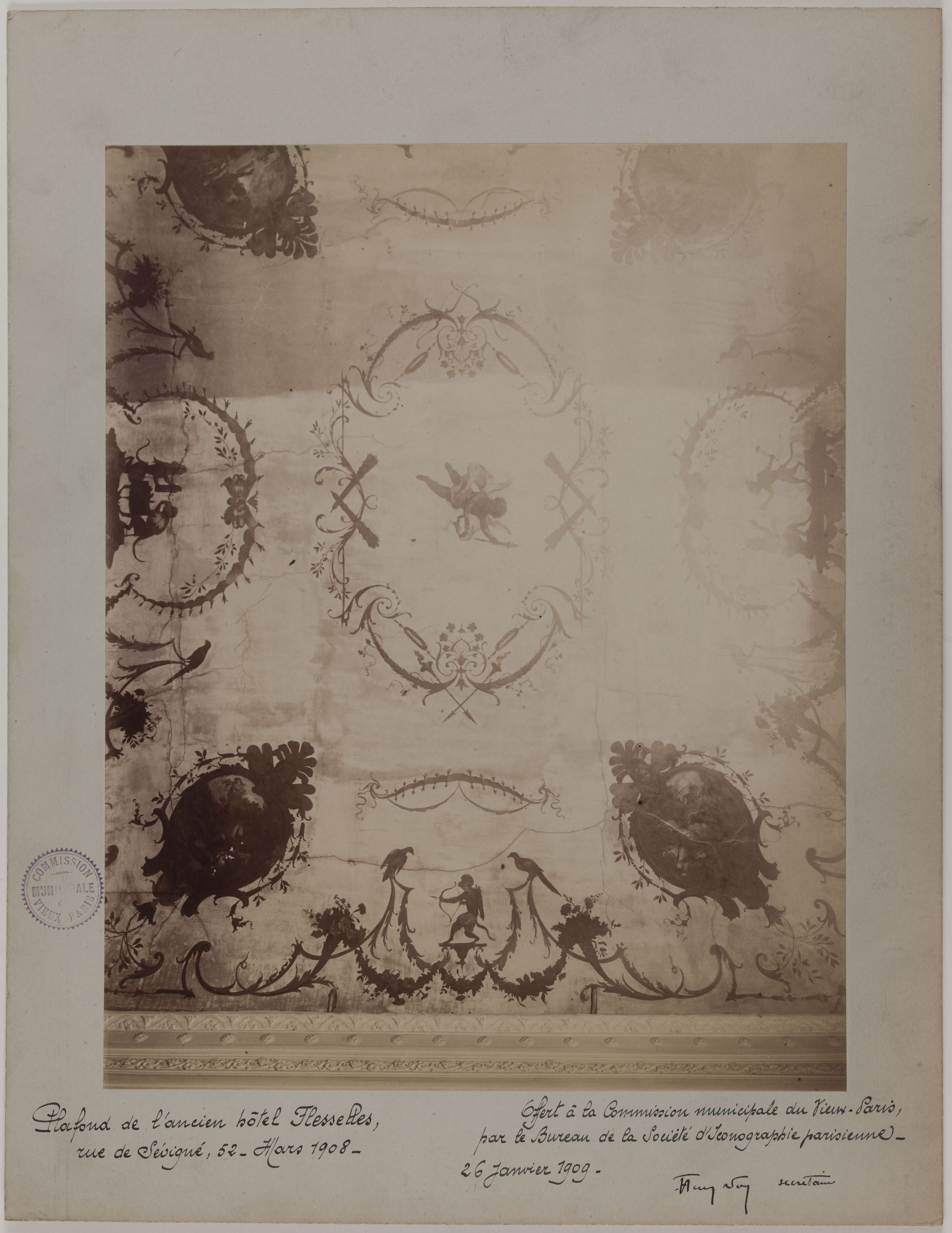
Ancien décor du plafond attribué à Audran, photographié vers 1908.
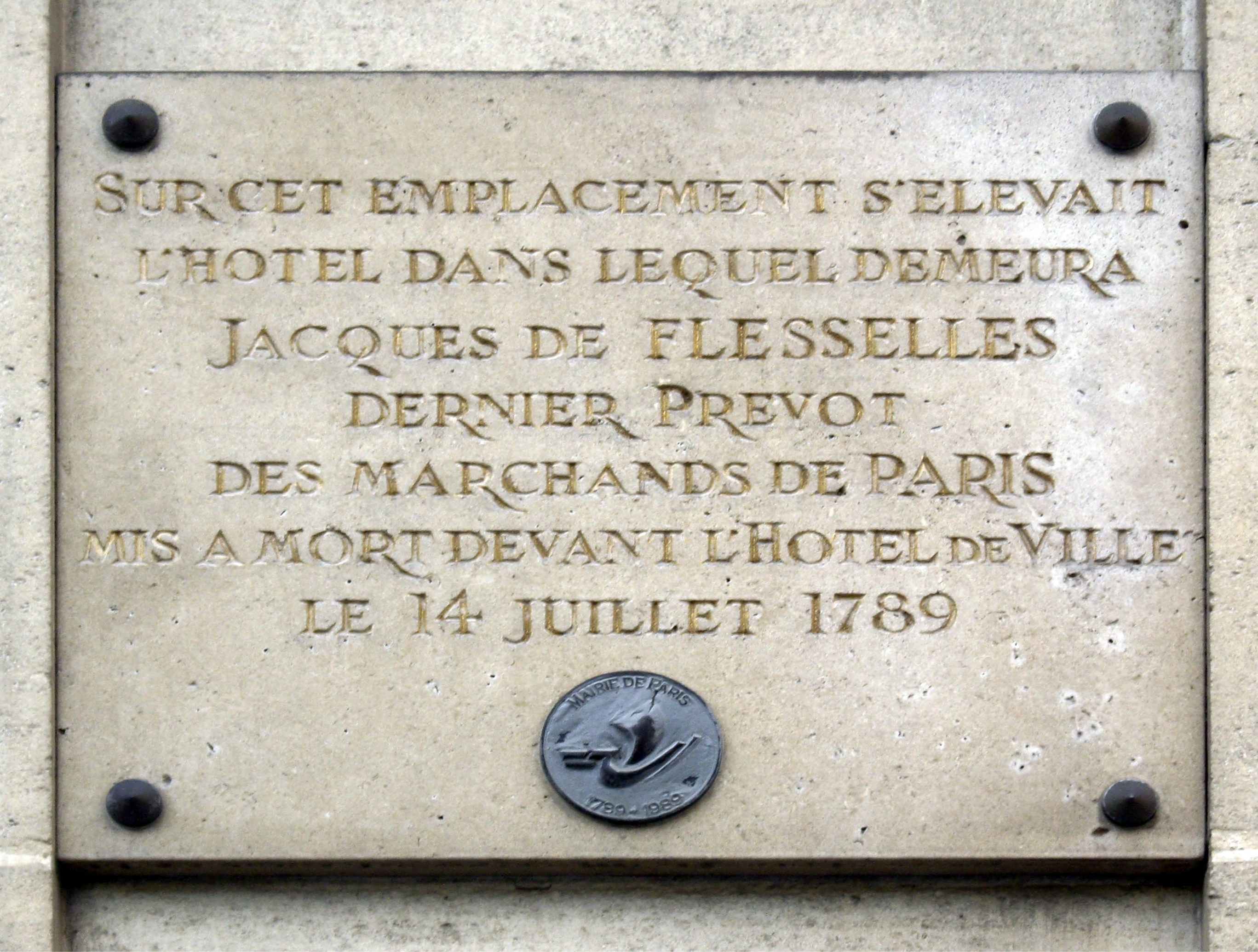
Plaque commémorative posée lors du bicentenaire de la Révolution.